# Franciszek Kwieciński

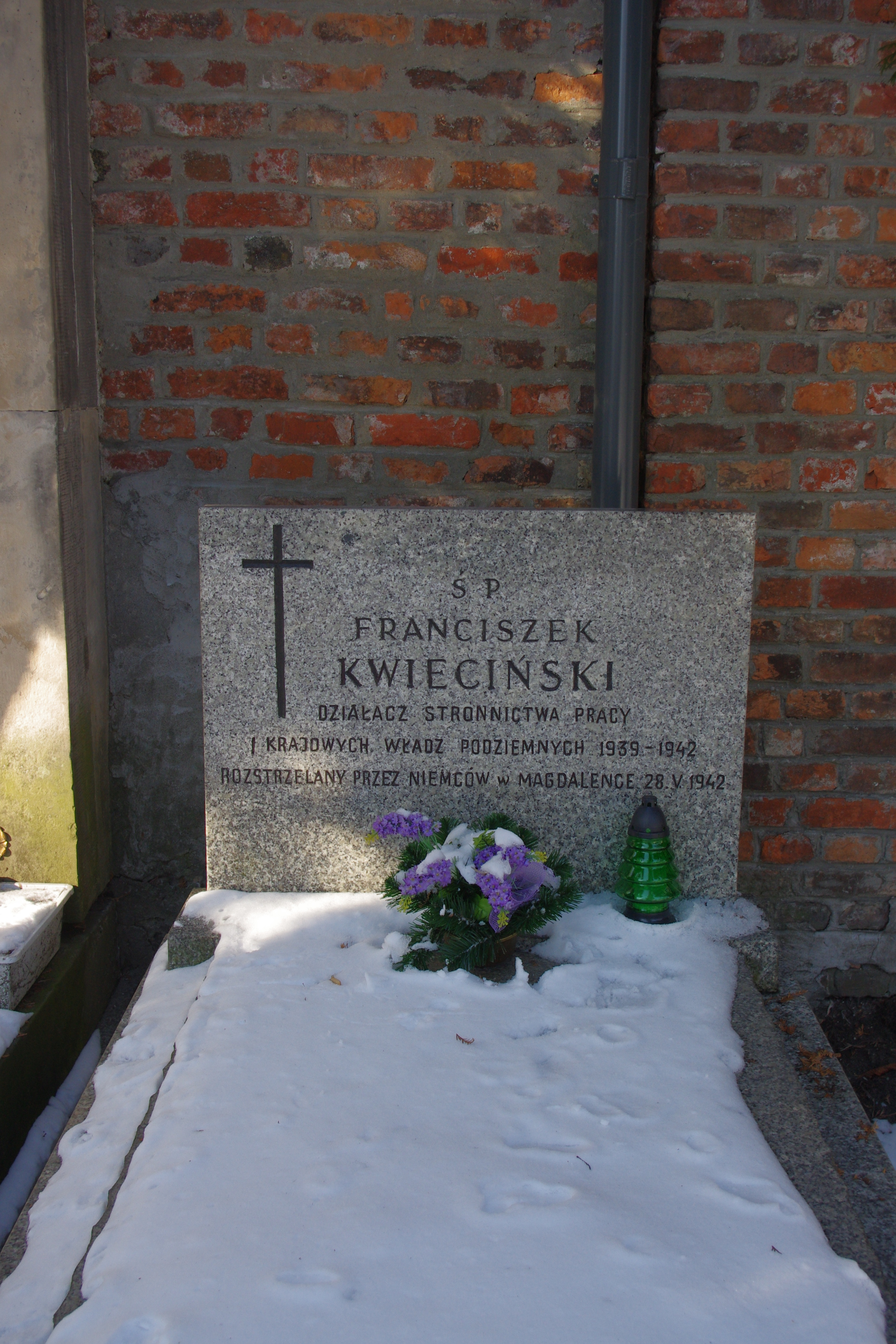
Grób polityka Franciszka Kwiecińskiego (1884-1942) w alei zasłużonych na cmentarzu Powązkowskim w Warszawie

Franciszek Kwieciński pseud. Karwat, Frankowski (ur. 13 września 1884 w Głuszynie koło Nieszawy, zm. 28 maja 1942 w Magdalence koło Raszyna) – polski działacz polityczny i publicysta, jeden z liderów konspiracyjnego Stronnictwa Pracy (SP).
Jeden z liderów  Narodowej Partii Robotniczej (NPR) i współzałożycieli Stronnictwa Pracy w 20-leciu międzywojennym. Redaktor Nowej Prawdy.
W czasie II wojny światowej przedstawiciel Stronnictwa Pracy w Głównym Politycznym Komitecie Porozumiewawczym przy ZWZ. Aresztowany i rozstrzelany przez Niemców w Magdalence pod Raszynem. Jego nagrobek znajduje się w alei zasłużonych cmentarza Powązkowskiego w Warszawie (grób 24).
12 sierpnia 1954 odznaczony pośmiertnie Krzyżem Niepodległości Polski Podziemnej z Mieczami przez  Prezydenta RP na Wychodźstwie Augusta Zaleskiego.